# إيزابيل بونجارد
إيزابيل بونجارد ممثلة ألمانية. ولدت في 24 ديسمبر 1991. وهي معروفة بـ Mittlere Reif, Antibodies,وtatort1970.

## وصلات خارجية
- إيزابيل بونجارد على موقع IMDb (الإنجليزية)
- إيزابيل بونجارد على موقع ألو سيني (الفرنسية)
- إيزابيل بونجارد على موقع قاعدة بيانات الأفلام السويدية (السويدية)
- إيزابيل بونجارد على موقع قاعدة بيانات الفيلم (الإنجليزية)
- إيزابيل بونجارد على موقع كينوبويسك (الروسية)

- إيزابيل بونجارد في قاعدة بيانات الأفلام على الإنترنت